# Josselin de Montauban
Josselin de Montauban est un prélat breton du XIIIe siècle. Il fut évêque de Rennes.

## Biographie
Josselin, issu de la Maison de Montauban, fils d'Olivier Ier attesté comme seigneur de Montauban de Bretagne en 1180, il appartient au haut baronnage breton . Il est élu à la place de Pierre de Fougères. Il assista, en 1224, à la dédicace de l'église de l'abbaye de Villeneuve, où se trouvèrent presque tous les évêques de la métropole et les seigneurs du pays.
Josselin de Montauban entre en conflit avec le duc Pierre Ier de Bretagne au sujet de la construction de nouveaux murs de défense de la ville qui entraine la destruction d'églises et de l'aumônerie de l'Hôtel-Dieu soit un préjudice estimé à 1.200 livres. Josselin n'hésite pas à excommunier duc et à jeter l'interdit sur le comté de Rennes. Il obtient du pape Grégoire IX une bulle pontificale le 19 mars 1227 qui confirme cette excommunication. Comme les évêques de Tréguier et de Saint-Malo, privé de son temporel il doit s'exiler hors de Bretagne. Sept évêques bretons excommunient Pierre Mauclerc et le Pape fait appel contre lui au « bras séculier » en 1228. Menacé par une ligue des Barons bretons le Duc fait la paix avec Rome le 20 mai 1230. Il sollicite ensuite l'appui du Saint-Siège dans le conflit jusqu'à ce que le Pape réussisse à imposer une solution globale en 1234 qui permet le retour de Josselin sur son siège.
Un acte de 1234 nous apprend que ce prélat fonde un anniversaire dans les églises de Saint-Pierre, de Saint-Melaine et de Saint-Georges de Rennes, pour être célébré tous les ans, le vendredi avant la Toussaint. Il mourut le 30 octobre 1234, selon le nécrologe de l'abbaye Saint-Jacques de Montfort, où il fut inhumé

## Source
- Pierre Hyacinthe Morice, L'Église de Bretagne, 1839.